# Colgate-Palmolive Masters 1978 - Singolare
Il singolare del torneo di tennis Colgate-Palmolive Grand Prix 1978, facente parte della categoria Grand Prix, ha avuto come vincitore John McEnroe che ha battuto in finale 6–7, 6–3, 7–5 Arthur Ashe.

## Tabellone

### Legenda
| - Q = Qualificato - WC = Wild card - LL = Lucky loser | - ALT = Alternate - SE = Special Exempt - PR = Protected Ranking | - w/o = Walkover - r = Ritirato - d = Squalificato |

### Finali
|  | Semifinali      | Semifinali      | Semifinali   | Semifinali | Semifinali |  |  | Finale       | Finale       | Finale | Finale | Finale |  |
|  |                 |                 |              |            |            |  |  |              |              |        |        |        |  |
|  | Arthur Ashe     | Arthur Ashe     | 7            | 3          | 6          |  |  |              |              |        |        |        |  |
|  | Brian Gottfried | Brian Gottfried | 5            | 6          | 3          |  |  | Arthur Ashe  | Arthur Ashe  | 7      | 3      | 5      |  |
|  | John McEnroe    | John McEnroe    | John McEnroe | 6          | 6          |  |  | John McEnroe | John McEnroe | 6      | 6      | 7      |  |
|  | Eddie Dibbs     | Eddie Dibbs     | Eddie Dibbs  | 1          | 4          |  |  |              |              |        |        |        |  |

### Gruppo A
|  |                | McEnroe     | Ashe     | Connors     | Solomon  | RR W–L | Set W–L | Game W–L | Classifica |
|  | John McEnroe   |             | 6–3, 6–1 | 7–5, 3–0, r | 6–3, 6–2 | 3–0    | 5–0     | 34–14    | 1          |
|  | Arthur Ashe    | 3–6, 1–6    |          | w/o         | 6–1, 6–4 | 2–1    | 2–2     | 16–17    | 2          |
|  | Jimmy Connors  | 5–7, 0–3, r | w/o      |             | 6–1, 6–2 | 1–2    | 2–2     | 17–13    | 3          |
|  | Harold Solomon | 3–6, 2–6    | 1–6, 4–6 | 1–6, 2–6    |          | 0–3    | 0–6     | 13–36    | 4          |

La classifica viene stilata in base ai seguenti criteri: 1) Numero di vittorie; 2) Numero di partite giocate; 3) Scontri diretti (in caso di due giocatori pari merito ); 4) Percentuale di set vinti o di games vinti (in caso di tre giocatori pari merito ); 5) Decisione della commissione.

### Gruppo B
|  |                    | Gottfried | Ramírez       | Barazzutti    | Dibbs    | RR W–L | Set W–L | Game W–L | Classifica |
|  | Brian Gottfried    |           | 6–4, 6–1      | 7–6, 6–4      | 6–3, 6–3 | 3–0    | 6–0     | 37–21    | 1          |
|  | Raúl Ramírez       | 4–6, 1–6  |               | 3–6, 6–3, 6–4 | 0–6, 1–6 | 1–2    | 2–5     | 21–37    | 3          |
|  | Corrado Barazzutti | 6–7, 4–6  | 6–3, 3–6, 4–6 |               | 4–6, 4–6 | 0–3    | 1–6     | 35–40    | 4          |
|  | Eddie Dibbs        | 3–6, 3–6  | 6–0, 6–1      | 6–4, 6–4      |          | 2–1    | 4–2     | 30–21    | 2          |

La classifica viene stilata in base ai seguenti criteri: 1) Numero di vittorie; 2) Numero di partite giocate; 3) Scontri diretti (in caso di due giocatori pari merito ); 4) Percentuale di set vinti o di games vinti (in caso di tre giocatori pari merito ); 5) Decisione della commissione.